# USA:s ambassad i Tokyo
USA:s ambassad i Tokyo är USA:s diplomatiska representation i Japan. Chargé d'affaires är för närvarande James P. Zumwalt.

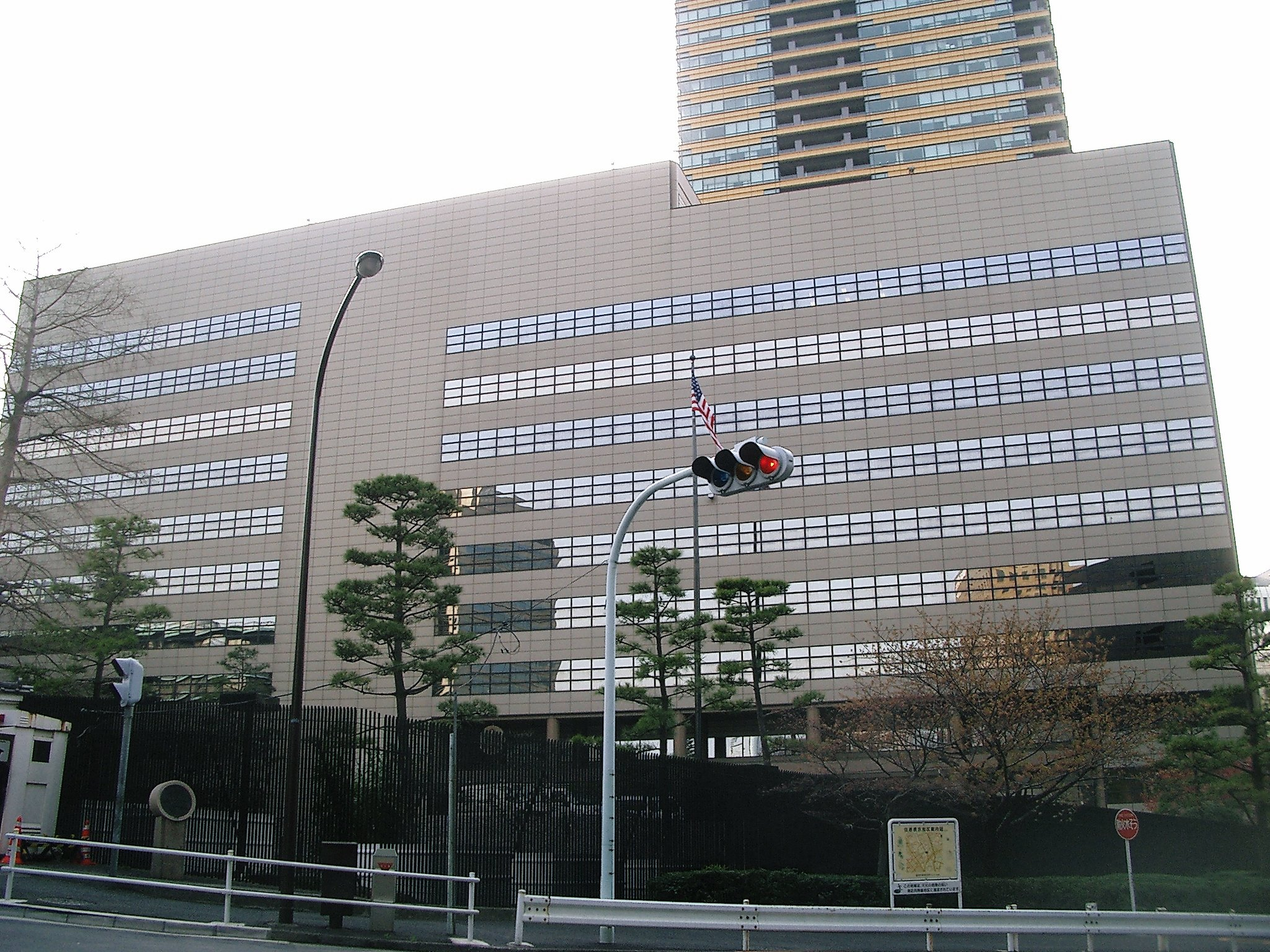
Ambassadbyggnaden.

Ambassaden ligger i Minato, Tokyo i direkt anknytning till Japans regeringsdistrikt Nagatachō. Byggnaden ritades av den afroamerikanska arkitekten Norma Merrick Sklarek. Konsulat finns även i Osaka, Nagoya, Sapporo, Fukuoka och Naha.
Under 2007 rapporterades en kontrovers, om att den amerikanska regeringen efter en prishöjning år 1998 inte skulle ha betalat hyran för marken som ambassaden ligger på, varför Japan övervägde en stämning inför preskriptionstidens utgång i december 2007.